# Лос Анђелес клиперси
Лос Анђелес клиперси (енгл. Los Angeles Clippers) су  амерички кошаркашки клуб из Лос Анђелеса, Калифорнија. Играју у НБА лиги (Пацифичка дивизија).